# Cheumatopsyche parentum
Cheumatopsyche parentum är en nattsländeart som beskrevs av Gordon 1974. Cheumatopsyche parentum ingår i släktet Cheumatopsyche och familjen ryssjenattsländor. Inga underarter finns listade i Catalogue of Life.